# Final da Taça da Liga de 2016–17
A Final da Taça da Liga de 2016–17 foi uma partida de futebol disputada no dia 29 de Janeiro de 2017 para determinar o vencedor da Taça da Liga de 2016–17. A Final foi disputada no Estádio do Algarve, em Faro, entre o SC Braga e o Moreirense. O Moreirense venceu a prova, ao derrotar o SC Braga por 1–0, conquistando a sua 1ª Taça da Liga. O árbitro do encontro foi Artur Soares Dias da AF Porto.

## Final
A Final foi disputada a 29 de Janeiro de 2017 no Estádio do Algarve.
| 29 Janeiro 2017 | SC Braga | 0 – 1  | Moreirense        | Faro                                                                  |  |
| 20:45           |          | Report | Cauê 45+2' (pen.) | Estádio: Estádio do Algarve Público: 6 713 Árbitro: Artur Soares Dias |  |